# Levallois Sporting Club (basket-ball)
Levallois Sporting Club Basket était un club français de basket-ball basé à Levallois-Perret. Il fait partie du club omnisports du Levallois Sporting Club. Il évolue aujourd'hui en Nationale 1.

## Historique
En juin 2007, Levallois et le Paris Basket Racing signent un protocole d'accord de rapprochement entre les deux clubs, donnant naissance au Paris-Levallois Basket qui évoluera en Pro A à partir de la saison 2007-08, et une deuxième équipe issue de l'équipe première de Levallois qui évoluera en NM3.

## Palmarès
- Champion de France de Pro B : 1992 et 1998.
- Finaliste de la Coupe de France : 1996 et 1998

## Anciens joueurs du club
- Français
  - Steeve Essart  France 1996-2000
  - Sacha Giffa  France 1995-1999
  - Freddy Hufnagel  France 1993-1994
  - Stéphane Lauvergne  France 1994-1997
  - Vincent Masingue  France 1993-1996/1997-1999
  - Michel Morandais  France 1997-1999
  - Adrien Moerman  France 2001-2003
  - Christopher Foulon  France 1999-2006
  - Joakim Noah  France 1997-1998
  - Salomon Sami  France 1996-1997
  - Moustapha Sonko  France 1994-1997
  - Thierry Zig  France 1994-1997
  - Pascal Grenet  France 19??-19??
  - Stéphane Milosevic  France 1996-1999

- Américains
  - Michael Brooks  États-Unis 1992-1995
  - Wendell Alexis  États-Unis 1995-1996
  - Ronnie Burrell  États-Unis 2005-2006
  - Larry Krystkowiak  États-Unis 1996-1997
  - Hubert 'Cash' Register  États-Unis 1996-1999
  - James Scott  États-Unis 1997-1999
  - Terence Stansbury  États-Unis 1990-1993

## Sources et références
1. ↑  (fr) annonce sur le site du PBR et (fr)[PDF] Communiqué de presse
2. ↑  site officiel du Levallois Sporting Club Basket